# Trzęsina
Trzęsina est une localité polonaise de la voïvodie et du powiat d'Opole.

## Histoire
Entre 1975 et 1998, la localité appartenait administrativement à la voïvodie d'Opole.
En 2012, le nom de la localité a été officiellement changé de Trzęsin à Trzęsina.